# GP2 Series 2010
La stagione 2010 del Campionato FIA di GP2 Series è, nella storia della categoria, la 6ª ad assegnare il Campionato Piloti e la 6ª ad assegnare il Campionato Scuderie. È iniziata l'8 maggio a Barcellona ed è terminata il 14 novembre ad Abu Dhabi, dopo 20 gare. Il titolo piloti è assegnato al venezuelano Pastor Maldonado, quello scuderie all'italiana Rapax.

## La pre-stagione

### Calendario
Il calendario è stato annunciato il 18 dicembre 2009. La serie prevedeva 11 appuntamenti, uno in più della stagione passata. La serie è di supporto alla stagione europea della F1, con una gara extra prevista a Portimão e gara finale tenuta ad Abu Dhabi.
A causa di problemi con i proprietari del circuito di Portimão, il round portoghese della stagione non è stato disputato. È stata valutata la possibilità di sostituirlo con un altro evento, sempre alla stessa data, o ad un'altra data diversa. Alla fine si è deciso di non rimpiazzare l'evento.
| Gara | Gara | Circuito/Località                | Giri | Lunghezza              | Data         | Ora   | Supporto                          |
| ---- | ---- | -------------------------------- | ---- | ---------------------- | ------------ | ----- | --------------------------------- |
| 1    | G1   | Circuit de Catalunya, Barcellona | 39   | 39x4,655 km=181,545 km | 8 maggio     | 15:40 | Gran Premio di Spagna 2010        |
| 1    | G2   | Circuit de Catalunya, Barcellona | 26   | 26x4,655 km=121,03 km  | 9 maggio     | 10:35 | Gran Premio di Spagna 2010        |
| 2    | G1   | Circuito di Monaco, Monte Carlo  | 45   | 45x3,340 km=150,300 km | 14 maggio    | 11:15 | Gran Premio di Monaco 2010        |
| 2    | G2   | Circuito di Monaco, Monte Carlo  | 36   | 36x3,340 km=120,240 km | 15 maggio    | 16:10 | Gran Premio di Monaco 2010        |
| 3    | G1   | Istanbul Park                    | 34   | 34x5,338 km=181,492 km | 29 maggio    | 15:40 | Gran Premio di Turchia 2010       |
| 3    | G2   | Istanbul Park                    | 23   | 23x5,338 km=123,924 km | 30 maggio    | 11:35 | Gran Premio di Turchia 2010       |
| 4    | G1   | Circuito urbano di Valencia      | 32   | 32x5,419 km=173,408 km | 26 giugno    | 15:40 | Gran Premio d'Europa 2010         |
| 4    | G2   | Circuito urbano di Valencia      | 23   | 23x5,419 km=126,637 km | 27 giugno    | 10:35 | Gran Premio d'Europa 2010         |
| 5    | G1   | Circuito di Silverstone          | 31   | 31x5,901 km=182,931 km | 10 luglio    | 14:40 | Gran Premio di Gran Bretagna 2010 |
| 5    | G2   | Circuito di Silverstone          | 21   | 21x5,901 km=123,921 km | 11 luglio    | 9:35  | Gran Premio di Gran Bretagna 2010 |
| 6    | G1   | Hockenheimring                   | 40   | 40x4,574 km=182,96 km  | 24 luglio    | 15:40 | Gran Premio di Germania 2010      |
| 6    | G2   | Hockenheimring                   | 27   | 27x4,574 km=123,498 km | 25 luglio    | 10:35 | Gran Premio di Germania 2010      |
| 7    | G1   | Hungaroring, Budapest            | 37   | 37x4,381 km=162,097 km | 31 luglio    | 15:40 | Gran Premio d'Ungheria 2010       |
| 7    | G2   | Hungaroring, Budapest            | 28   | 28x4,381 km=122,668 km | 1º agosto    | 10:35 | Gran Premio d'Ungheria 2010       |
| 8    | G1   | Circuito di Spa-Francorchamps    | 26   | 26x7,004 km=182,104 km | 28 agosto    | 15:40 | Gran Premio del Belgio 2010       |
| 8    | G2   | Circuito di Spa-Francorchamps    | 18   | 18x7,004 km=126,072 km | 29 agosto    | 10:35 | Gran Premio del Belgio 2010       |
| 9    | G1   | Autodromo Nazionale Monza        | 30   | 30x5,793 km=173,790 km | 11 settembre | 15:40 | Gran Premio d'Italia 2010         |
| 9    | G2   | Autodromo Nazionale Monza        | 21   | 21x5,793 km=121,653 km | 12 settembre | 10:35 | Gran Premio d'Italia 2010         |
| 10   | G1   | Yas Marina Circuit, Isola Yas    | 31   | 31x5,554 km=172,174 km | 13 novembre  | 15:40 | Gran Premio di Abu Dhabi 2010     |
| 10   | G2   | Yas Marina Circuit, Isola Yas    | 22   | 22x5,554 km=122,188 km | 14 novembre  | 10:35 | Gran Premio di Abu Dhabi 2010     |

### Test
| Circuito              | Data        | Sessione   | Pilota più veloce   | Team                          | Tempo    | Giri |      |
| 2009                  | 2009        | 2009       | 2009                | 2009                          | 2009     | 2009 | 2009 |
| --------------------- | ----------- | ---------- | ------------------- | ----------------------------- | -------- | ---- | ---- |
| Circuito di Jerez     | 6 ottobre   | Mattina    | Davide Valsecchi    | PPR.com Scuderia Coloni       | 1:26.408 | 19   |      |
| Circuito di Jerez     | 6 ottobre   | Pomeriggio | Jules Bianchi       | ART Grand Prix                | 1:26.919 | 23   |      |
| Circuito di Jerez     | 7 ottobre   | Mattina    | Giedo van der Garde | Barwa Addax Team              | 1:25.291 | 34   |      |
| Circuito di Jerez     | 7 ottobre   | Pomeriggio | Kamui Kobayashi     | Fat Burner Racing Engineering | 1:26.105 | 26   |      |
| Circuito di Jerez     | 8 ottobre   | Mattina    | Dani Clos           | Fat Burner Racing Engineering | 1:28.875 | 17   |      |
| Circuito di Jerez     | 8 ottobre   | Pomeriggio | Marcus Ericsson     | ART Grand Prix                | 1:25.970 | 34   |      |
| Circuito Paul Ricard  | 10 novembre | Mattina    | Michael Herck       | David Price Racing            | 1:12.976 | 25   |      |
| Circuito Paul Ricard  | 10 novembre | Pomeriggio | Michael Herck       | David Price Racing            | 1:12.271 | 26   |      |
| Circuito Paul Ricard  | 11 novembre | Mattina    | James Jakes         | Super Nova Racing             | 1:12.346 | 21   |      |
| Circuito Paul Ricard  | 11 novembre | Pomeriggio | Luiz Razia          | Barwa Addax Team              | 1:12.416 | 20   |      |
| Circuito Paul Ricard  | 12 novembre | Mattina    | James Jakes         | Super Nova Racing             | 1:12.516 | 20   |      |
| Circuito Paul Ricard  | 12 novembre | Pomeriggio | Oliver Turvey       | iSport International          | 1:12.565 | 12   |      |
| 2010                  |             |            |                     |                               |          |      |      |
| Circuito Paul Ricard  | 23 marzo    |            | Pastor Maldonado    | Rapax Team                    | 1:12.987 | 40   |      |
| Circuito Paul Ricard  | 24 marzo    |            | Pastor Maldonado    | Rapax Team                    | 1:09.769 | 27   |      |
| Circuito Paul Ricard  | 25 marzo    |            | Pastor Maldonado    | Rapax Team                    | 1:09.784 | 36   |      |
| Circuito di Catalogna | 7 aprile    |            | Pastor Maldonado    | Rapax Team                    | 1:27.457 | 37   |      |
| Circuito di Catalogna | 8 aprile    |            | Jérôme d'Ambrosio   | DAMS                          | 1:27.182 | 36   |      |
| Circuito di Catalogna | 9 aprile    |            | Christian Vietoris  | Fat Burner Racing Engineering | 1:27.284 | 46   |      |

## Piloti e team

### Piloti
Il venezuelano Johnny Cecotto Jr. passa dalla David Price Racing alla Trident Racing, assieme a Adrian Zaugg proveniente dalla Formula Renault 3.5 Series (col team Interwetten.com Racing). Il Barwa Addax Team schiera due piloti provenienti da altre scuderie di GP2: Giedo van der Garde, ex dell'iSport International ("scambiato" con Davide Valsecchi) e Sergio Pérez dal Telmex Arden International. L'Arden schiera Rodolfo González, che arriva dalla Trident Racing e Charles Pic, in uscita dalla Formula Renault 3.5 Series (team Tech 1 Racing). Scambio di piloti brasiliani tra Rapax e Scuderia Coloni con Alberto Valerio e Luiz Razia. La Rapax completa il duo di piloti con Pastor Maldonado in arrivo dall'ART Grand Prix
Entrano nel campionato anche Vladimir Arabadzhiev, che arriva dall'International Formula Master (JD Motorsport) per partecipare con la Scuderia Coloni; i due dell'ART Jules Bianchi e Sam Bird, entrambi provenienti dalla F3 Euro Series; Max Chilton e Fabio Leimer (vincitore dell'ultima Formula Masters) all'Ocean Racing Technology; duo nuovo anche alla Super Nova Racing con Marcus Ericsson, vincitore della F3 giapponese 2009 e Josef Král, ultimo anno impegnato nell'International Formula Master. La DAMS schiera il cinese Ho-Pin Tung assieme al confermato D'Ambrosio, Oliver Turvey completa il duo all'iSport, mentre Christian Vietoris firma con la Racing Engineering per competere assieme a Dani Clos.
Durante la stagione vi sono alcune sostituzioni. Il ceco Josef Král si frattura alcune vertebre in un incidente con Rodolfo González durante l'appuntamento di Valencia. Luca Filippi ne prende il posto. Anche Romain Grosjean fa il suo ritorno nel campionato, prima nella gara disputata ad Hockenheim col team DAMS per sostituire Jérôme d'Ambrosio, poi in quella di Spa per prendere il posto dell'infortunato Ho-Pin Tung. Sempre a Spa Álvaro Parente prende il posto di Alberto Valerio, bloccato da problemi con lo sponsor, mentre Fabrizio Crestani sostituisce Giacomo Ricci. A Monza Edoardo Piscopo sostituisce Johnny Cecotto Jr. mentre Brendon Hartley prende il posto di Vladimir Arabadzhiev. Nell'ultima gara della stagione debutta il pilota italiano Federico Leo alla Trident, Král ritorna alla Super Nova. Per problemi fisici di Parente la Coloni Motorsport schiera James Jakes, mentre un'indisposizione di Vietoris costringe la Racing Engineering a schierare Ho-Pin Tung; il posto lasciato libero dal cinese, alla DAMS, viene preso da Romain Grosjean.

### Scuderie
La stagione avrebbe dovuto vedere al via 26 vetture ma a seguito dell'uscita del team Durango le vetture in gara sono solo 24. Non è stata effettuata nessuna procedura per l'individuazione di un nuovo team in quanto tale procedura è già prevista per il campionato 2011. Quindi, per evitare che al nuovo team non sia garantita la presenza che solo per un anno, è stato deciso di non rimpiazzare la Durango.

### Tabella riassuntiva
| Team                    | N. | Pilota               | Gare     |
| ----------------------- | -- | -------------------- | -------- |
| ART Grand Prix          | 1  | Jules Bianchi        | Tutte    |
| ART Grand Prix          | 2  | Sam Bird             | Tutte    |
| Barwa Addax Team        | 3  | Giedo van der Garde  | Tutte    |
| Barwa Addax Team        | 4  | Sergio Pérez         | Tutte    |
| Super Nova Racing       | 5  | Marcus Ericsson      | Tutte    |
| Super Nova Racing       | 6  | Josef Král           | 1-4, 10  |
| Super Nova Racing       | 6  | Luca Filippi         | 5-9      |
| Racing Engineering      | 7  | Dani Clos            | Tutte    |
| Racing Engineering      | 8  | Christian Vietoris   | 1-9      |
| Racing Engineering      | 8  | Ho-Pin Tung          | 10       |
| iSport International    | 9  | Oliver Turvey        | Tutte    |
| iSport International    | 10 | Davide Valsecchi     | Tutte    |
| DAMS                    | 11 | Jérôme d'Ambrosio    | 1-5,7-10 |
| DAMS                    | 11 | Romain Grosjean      | 6        |
| DAMS                    | 12 | Ho-Pin Tung          | 1-7      |
| DAMS                    | 12 | Romain Grosjean      | 8-10     |
| Rapax                   | 14 | Luiz Razia           | Tutte    |
| Rapax                   | 15 | Pastor Maldonado     | Tutte    |
| Arden International     | 16 | Charles Pic          | Tutte    |
| Arden International     | 17 | Rodolfo González     | Tutte    |
| Ocean Racing Technology | 18 | Max Chilton          | Tutte    |
| Ocean Racing Technology | 19 | Fabio Leimer         | Tutte    |
| Scuderia Coloni         | 20 | Alberto Valerio      | 1-7      |
| Scuderia Coloni         | 20 | Álvaro Parente       | 8-9      |
| Scuderia Coloni         | 20 | James Jakes          | 10       |
| Scuderia Coloni         | 21 | Vladimir Arabadzhiev | 1-8      |
| Scuderia Coloni         | 21 | Brendon Hartley      | 9-10     |
| Trident Racing          | 24 | Johnny Cecotto Jr.   | 1-8      |
| Trident Racing          | 24 | Edoardo Piscopo      | 9        |
| Trident Racing          | 24 | Federico Leo         | 10       |
| Trident Racing          | 25 | Adrian Zaugg         | Tutte    |
| DPR                     | 26 | Michael Herck        | Tutte    |
| DPR                     | 27 | Giacomo Ricci        | 1-7      |
| DPR                     | 27 | Fabrizio Crestani    | 8-10     |

## Risultati e classifiche

### Gare
In gara 2 la griglia di partenza è data dall'ordine d'arrivo di gara 1 con i primi otto piloti invertiti.
| Gara | Gara | Circuito          | Tempo       | Velocità     | Pole position         | Giro veloce      | Pilota vincitore   | Team vincitore          |
| ---- | ---- | ----------------- | ----------- | ------------ | --------------------- | ---------------- | ------------------ | ----------------------- |
| 1    | G1   | Jerez             | 57'54"177   | 178,342 km/h | 🇩🇪 Michael Schumacher | Sam Bird         | Charles Pic        | Arden International     |
| 1    | G2   | Jerez             | 38'31"849   | 181,022 km/h |                       | Fabio Leimer     | Fabio Leimer       | Ocean Racing Technology |
| 2    | G1   | Monte Carlo       | 1h00'32"223 | 139,035 km/h | Dani Clos             | Sergio Pérez     | Sergio Pérez       | Barwa Addax Team        |
| 2    | G2   | Monte Carlo       | 43'43"804   | 137,479 km/h |                       | Sam Bird         | Jérôme d'Ambrosio  | DAMS                    |
| 3    | G1   | Istanbul Park     | 52'33"219   | 194,781 km/h | Davide Valsecchi      | Pastor Maldonado | Pastor Maldonado   | Rapax                   |
| 3    | G2   | Istanbul Park     | 37'25"211   | 196,523 km/h |                       | Dani Clos        | Dani Clos          | Racing Engineering      |
| 4    | G1   | Valencia          | 56'55"681   | 171,342 km/h | Sergio Pérez          | Pastor Maldonado | Pastor Maldonado   | Rapax                   |
| 4    | G2   | Valencia          | 45'33"442   | 157,012 km/h |                       | Pastor Maldonado | Marcus Ericsson    | Super Nova Racing       |
| 5    | G1   | Silverstone       | 50'21"479   | 203,424 km/h | Jules Bianchi         | Pastor Maldonado | Pastor Maldonado   | Rapax                   |
| 5    | G2   | Silverstone       | 35'54"531   | 206,532 km/h |                       | Sergio Pérez     | Sergio Pérez       | Barwa Addax Team        |
| 6    | G1   | Hockenheim        | 54'07"807   | 192,660 km/h | Charles Pic           | Jules Bianchi    | Pastor Maldonado   | Rapax                   |
| 6    | G2   | Hockenheim        | 38'02"071   | 194,819 km/h |                       | Sergio Pérez     | Sergio Pérez       | Barwa Addax Team        |
| 7    | G1   | Budapest          | 1h18'45"734 | 123,452 km/h | Sam Bird              | Pastor Maldonado | Pastor Maldonado   | Rapax                   |
| 7    | G2   | Budapest          | 42'56"588   | 171,335 km/h |                       | Giacomo Ricci    | Giacomo Ricci      | DPR                     |
| 8    | G1   | Spa-Francorchamps | 52'27"763   | 200,144 km/h | Jérôme d'Ambrosio     | Álvaro Parente   | Pastor Maldonado   | Rapax                   |
| 8    | G2   | Spa-Francorchamps | 41'51"924   | 180,504 km/h |                       | Sergio Pérez     | Sergio Pérez       | Barwa Addax Team        |
| 9    | G1   | Monza             | 49'27"229   | 210,476 km/h | Jules Bianchi         | Sam Bird         | Sam Bird           | ART Grand Prix          |
| 9    | G2   | Monza             | 32'29"733   | 224,165 km/h |                       | Sam Bird         | Christian Vietoris | Racing Engineering      |
| 10   | G1   | Yas Marina        | 59'53"752   | 172,358 km/h | Oliver Turvey         | Sergio Pérez     | Sergio Pérez       | Barwa Addax Team        |
| 10   | G2   | Yas Marina        | 40'59"120   | 178,707 km/h |                       | Luiz Razia       | Davide Valsecchi   | iSport International    |

### Classifica piloti
| Pos | Pilota               | ESP | ESP | MON | MON | TUR | TUR | VAL | VAL | GBR | GBR | GER | GER | HUN | HUN | BEL | BEL | ITA | ITA | ABU | ABU | Punti |
| --- | -------------------- | --- | --- | --- | --- | --- | --- | --- | --- | --- | --- | --- | --- | --- | --- | --- | --- | --- | --- | --- | --- | ----- |
| 1   | Pastor Maldonado     | 6   | 3   | 2   | 11  | 1   | 6   | 1   | 4   | 1   | 4   | 1   | 20† | 1   | SQ  | 1   | Rit | Rit | Rit | 17  | 8   | 87    |
| 2   | Sergio Pérez         | 4   | NP  | 1   | 6   | SQ  | 7   | 11  | 16  | 5   | 1   | 2   | 1   | 3   | Rit | 7   | 1   | Rit | 13  | 1   | Rit | 71    |
| 3   | Jules Bianchi        | Rit | 12  | 4   | 3   | Rit | 13  | 2   | Rit | 2   | 5   | 5   | 4   | Rit | NP  | 14  | Rit | 2   | 4   | 18  | 17  | 52    |
| 4   | Dani Clos            | 3   | 6   | 3   | Rit | 8   | 1   | 5   | 7   | 3   | 3   | 4   | 6   | 16  | 7   | Rit | NP  | Rit | 12  | 4   | 4   | 51    |
| 5   | Sam Bird             | 9   | 4   | 18  | 10  | 3   | 10  | 3   | 10  | 4   | NP  | 14  | 5   | 13  | Rit | Rit | 12  | 1   | 3   | 3   | Rit | 48    |
| 6   | Oliver Turvey        | 5   | 5   | 15  | 15  | 14  | 18  | Rit | 12  | 8   | 2   | 8   | 2   | 4   | 5   | 6   | 5   | 3   | 6   | 2   | 16  | 47    |
| 7   | Giedo van der Garde  | 20  | 9   | 6   | 2   | 4   | 3   | 4   | 2   | 9   | 7   | 12  | 9   | 5   | 4   | 9   | 2   | Rit | Rit | Rit | 19  | 39    |
| 8   | Davide Valsecchi     | 10  | 11  | Rit | 16  | 2   | 4   | 10  | 6   | 7   | 6   | 17  | 18  | 9   | 3   | 18  | 8   | 9   | 16  | 5   | 1   | 31    |
| 9   | Christian Vietoris   | Rit | 18  | 14  | NP  | 7   | Rit | 12  | Rit | 6   | 10  | Rit | 10  | 2   | 2   | 11  | Rit | 4   | 1   |     |     | 29    |
| 10  | Charles Pic          | 1   | 7   | 11  | 7   | Rit | NP  | 6   | 5   | 10  | 8   | 3   | 17  | 11  | 9   | 4   | Rit | 11  | 8   | 20  | 10  | 28    |
| 11  | Luiz Razia           | 7   | 2   | 7   | 5   | 5   | 2   | Rit | Rit | Rit | 15  | Rit | 13  | 10  | Rit | 16  | 10  | Rit | 10  | 7   | 2   | 28    |
| 12  | Jérôme d'Ambrosio    | Rit | 13  | 8   | 1   | 10  | 8   | Rit | 8   | 11  | 11  |     |     | 6   | Rit | Rit | Rit | 5   | 2   | 14  | 7   | 21    |
| 13  | Giacomo Ricci        | 2   | 8   | 17  | Rit | Rit | 17  | Rit | Rit | 13  | 12  | 16† | 11  | 8   | 1   |     |     |     |     |     |     | 16    |
| 14  | Romain Grosjean      |     |     |     |     |     |     |     |     |     |     | 20  | 19† |     |     | 3   | 6   | 13  | 17† | 6   | 3   | 14    |
| 15  | Álvaro Parente       |     |     |     |     |     |     |     |     |     |     |     |     |     |     | 2   | 3   | 12  | 9   |     |     | 13    |
| 16  | Michael Herck        | 17  | 21  | 16  | Rit | 6   | 5   | 8   | 3   | 22  | 14  | 9   | 8   | 7   | Rit | Rit | 13  | Rit | Rit | 16  | 9   | 12    |
| 17  | Marcus Ericsson      | 11  | Rit | 12  | 9   | Rit | Rit | 7   | 1   | 12  | 18  | 6   | Rit | 12  | 10  | 13  | 7   | Rit | 11  | 11  | Rit | 11    |
| 18  | Adrian Zaugg         | 16  | 15  | Rit | 12  | Rit | Rit | 14  | 15  | 15  | 21  | 7   | 3   | 15  | 8   | 15  | 9   | 6   | 7   | Rit | NP  | 9     |
| 19  | Fabio Leimer         | 8   | 1   | Rit | 17  | 13  | 15  | Rit | Rit | 17  | 13  | 21† | Rit | Rit | 11  | 12  | Rit | Rit | NP  | Rit | 14  | 8     |
| 20  | Luca Filippi         |     |     |     |     |     |     |     |     | 20  | 9   | 10  | 7   | 14  | 6   | 5   | Rit | Rit | 14  |     |     | 5     |
| 21  | Rodolfo González     | 15  | 14  | 10  | Rit | 16  | 16  | Rit | Rit | 16  | 20  | 18  | Rit | Rit | 15  | 8   | 4   | NP  | Rit | 10  | 15  | 4     |
| 22  | Alberto Valerio      | 14  | Rit | 5   | Rit | 17† | 19  | 9   | Rit | 14  | 22  | 11  | 12  | Rit | 12  |     |     |     |     |     |     | 4     |
| 23  | Johnny Cecotto, Jr.  | Rit | 17  | 9   | 4   | 12  | 12  | Rit | 14  | 18  | 23† | 13  | Rit | Rit | 13  | 10  | Rit |     |     |     |     | 3     |
| 24  | Josef Král           | 12  | 19  | 13  | 8   | 15  | 14  | Rit | Rit |     |     |     |     |     |     |     |     |     |     | 8   | 5   | 3     |
| 25  | Max Chilton          | 18  | 16  | Rit | 14  | 9   | 11  | Rit | 11  | 19  | 19  | 19  | 16  | 17  | 16  | 17  | 11  | 8   | 5   | 12  | 11  | 3     |
| 26  | Edoardo Piscopo      |     |     |     |     |     |     |     |     |     |     |     |     |     |     |     |     | 7   | Rit |     |     | 2     |
| 27  | Brendon Hartley      |     |     |     |     |     |     |     |     |     |     |     |     |     |     |     |     | Rit | Rit | 9   | 6   | 1     |
| 28  | Ho-Pin Tung          | 13  | 10  | Rit | Rit | 11  | 9   | Rit | 13  | Rit | 15  | Rit | 14  | Rit | NP  |     |     |     |     | Rit | 12  | 0     |
| 29  | Vladimir Arabadzhiev | 19  | 20  | Rit | 13  | Rit | Rit | 13† | 9   | 21  | 17  | 15  | 15  | 18  | 14  | 19† | Rit |     |     |     |     | 0     |
| 30  | Fabrizio Crestani    |     |     |     |     |     |     |     |     |     |     |     |     |     |     | Rit | 14  | 10  | 15  | 13  | 13  | 0     |
| 31  | James Jakes          |     |     |     |     |     |     |     |     |     |     |     |     |     |     |     |     |     |     | 15  | 18  | 0     |
| 32  | Federico Leo         |     |     |     |     |     |     |     |     |     |     |     |     |     |     |     |     |     |     | 19  | Rit | 0     |
| Pos | Pilota               | ESP | ESP | MON | MON | TUR | TUR | VAL | VAL | GBR | GBR | GER | GER | HUN | HUN | BEL | BEL | ITA | ITA | ABU | ABU | Punti |

| Colore  | Risultato             |
| ------- | --------------------- |
| Oro     | Vincitore             |
| Argento | 2º posto              |
| Bronzo  | 3º posto              |
| Verde   | Finito a punti        |
| Blu     | Finito senza punti    |
| Viola   | Ritirato (Rit)        |
| Viola   | Non classificato (NC) |
| Rosso   | Non qualificato (NQ)  |
| Nero    | Squalificato (SQ)     |
| Bianco  | Non partito (NP)      |
| Bianco  | Non ha gareggiato     |
| Bianco  | Infortunato (INF)     |
| Bianco  | Escluso (ES)          |
| Bianco  | Gara cancellata (C)   |

### Classifica scuderie
| Pos | Team                    | Nº vettura | ESP | ESP | MON | MON | TUR | TUR | VAL | VAL | GBR | GBR | GER | GER | HUN | HUN | BEL | BEL | ITA | ITA | ABU | ABU | Punti |
| --- | ----------------------- | ---------- | --- | --- | --- | --- | --- | --- | --- | --- | --- | --- | --- | --- | --- | --- | --- | --- | --- | --- | --- | --- | ----- |
| 1   | Rapax                   | 14         | 7   | 2   | 7   | 5   | 5   | 2   | Rit | Rit | Rit | 15  | Rit | 13  | 10  | Rit | 16  | 10  | Rit | 10  | 7   | 2   | 115   |
| 1   | Rapax                   | 15         | 6   | 3   | 2   | 11  | 1   | 6   | 1   | 4   | 1   | 4   | 1   | 20† | 1   | SQ  | 1   | Rit | Rit | Rit | 17  | 8   | 115   |
| 2   | Barwa Addax Team        | 3          | 20  | 9   | 6   | 2   | 4   | 3   | 4   | 2   | 9   | 7   | 12  | 9   | 5   | 4   | 9   | 2   | Rit | Rit | Rit | 19  | 110   |
| 2   | Barwa Addax Team        | 4          | 4   | NP  | 1   | 6   | SQ  | 7   | 11  | 16  | 5   | 1   | 2   | 1   | 3   | Rit | 7   | 1   | Rit | 13  | 1   | Rit | 110   |
| 3   | ART Grand Prix          | 1          | Rit | 12  | 4   | 3   | Rit | 13  | 2   | Rit | 2   | 5   | 5   | 4   | Rit | NP  | 14  | Rit | 2   | 4   | 18  | 17  | 100   |
| 3   | ART Grand Prix          | 2          | 9   | 4   | 18  | 10  | 3   | 10  | 3   | 10  | 4   | NP  | 14  | 5   | 13  | Rit | Rit | 12  | 1   | 3   | 3   | Rit | 100   |
| 4   | Racing Engineering      | 7          | 3   | 6   | 3   | Rit | 8   | 1   | 5   | 7   | 3   | 3   | 4   | 6   | 16  | 7   | Rit | NP  | Rit | 12  | 4   | 4   | 80    |
| 4   | Racing Engineering      | 8          | Rit | 18  | 14  | NP  | 7   | Rit | 12  | Rit | 6   | 10  | Rit | 10  | 2   | 2   | 11  | Rit | 4   | 1   | Rit | 12  | 80    |
| 5   | iSport International    | 9          | 5   | 5   | 15  | 15  | 14  | 18  | Rit | 12  | 8   | 2   | 8   | 2   | 4   | 5   | 6   | 5   | 3   | 6   | 2   | 16  | 78    |
| 5   | iSport International    | 10         | 10  | 11  | Rit | 16  | 2   | 4   | 10  | 6   | 7   | 6   | 17  | 18  | 9   | 3   | 18  | 8   | 9   | 16  | 5   | 1   | 78    |
| 6   | DAMS                    | 11         | Rit | 13  | 8   | 1   | 10  | 8   | Rit | 8   | 11  | 11  | 20  | 19† | 6   | Rit | Rit | Rit | 5   | 2   | 14  | 7   | 35    |
| 6   | DAMS                    | 12         | 13  | 10  | Rit | Rit | 11  | 9   | Rit | 13  | Rit | 15  | Rit | 14  | Rit | NP  | 3   | 6   | 13  | 17† | 6   | 3   | 35    |
| 7   | Arden International     | 16         | 1   | 7   | 11  | 7   | Rit | NP  | 6   | 5   | 10  | 8   | 3   | 17  | 11  | 9   | 4   | Rit | 11  | 8   | 20  | 10  | 32    |
| 7   | Arden International     | 17         | 15  | 14  | 10  | Rit | 16  | 16  | Rit | Rit | 16  | 20  | 18  | Rit | Rit | 15  | 8   | 4   | NP  | Rit | 10  | 15  | 32    |
| 8   | DPR                     | 26         | 17  | 21  | 16  | Rit | 6   | 5   | 8   | 3   | 22  | 14  | 9   | 8   | 7   | Rit | Rit | 13  | Rit | Rit | 16  | 9   | 28    |
| 8   | DPR                     | 27         | 2   | 8   | 17  | Rit | Rit | 17  | Rit | Rit | 13  | 12  | 16† | 11  | 8   | 1   | Rit | 14  | 10  | 15  | 13  | 13  | 28    |
| 9   | Super Nova Racing       | 5          | 12  | 19  | 13  | 8   | 15  | 14  | Rit | Rit | 20  | 9   | 10  | 7   | 14  | 6   | 5   | Rit | Rit | 14  | 8   | 5   | 19    |
| 9   | Super Nova Racing       | 6          | 11  | Rit | 12  | 9   | Rit | Rit | 7   | 1   | 12  | 18  | 6   | Rit | 12  | 10  | 13  | 7   | Rit | 11  | 11  | Rit | 19    |
| 10  | Scuderia Coloni         | 20         | 14  | Rit | 5   | Rit | 17† | 19  | 9   | Rit | 14  | 22  | 11  | 12  | Rit | 12  | 2   | 3   | 12  | 9   | 15  | 18  | 18    |
| 10  | Scuderia Coloni         | 21         | 19  | 20  | Rit | 13  | Rit | Rit | 13† | 9   | 21  | 17  | 15  | 15  | 18  | 14  | 19† | Rit | Rit | Rit | 9   | 6   | 18    |
| 11  | Trident Racing          | 24         | Rit | 17  | 9   | 4   | 12  | 12  | Rit | 14  | 18  | 23† | 13  | Rit | Rit | 13  | 10  | Rit | 7   | Rit | 19  | Rit | 14    |
| 11  | Trident Racing          | 25         | 16  | 15  | Rit | 12  | Rit | Rit | 14  | 15  | 15  | 21  | 7   | 3   | 15  | 8   | 15  | 9   | 6   | 7   | Rit | NP  | 14    |
| 12  | Ocean Racing Technology | 18         | 18  | 16  | Rit | 14  | 9   | 11  | Rit | 11  | 19  | 19  | 19  | 16  | 17  | 16  | 17  | 11  | 8   | 5   | 12  | 11  | 11    |
| 12  | Ocean Racing Technology | 19         | 8   | 1   | Rit | 17  | 13  | 15  | Rit | Rit | 17  | 13  | 21† | Rit | Rit | 11  | 12  | Rit | Rit | NP  | Rit | 14  | 11    |
| Pos | Team                    | Nº vettura | ESP | ESP | MON | MON | TUR | TUR | VAL | VAL | GBR | GBR | GER | GER | HUN | HUN | BEL | BEL | ITA | ITA | ABU | ABU | Punti |

| Colore  | Risultato             |
| ------- | --------------------- |
| Oro     | Vincitore             |
| Argento | 2º posto              |
| Bronzo  | 3º posto              |
| Verde   | Finito a punti        |
| Blu     | Finito senza punti    |
| Viola   | Ritirato (Rit)        |
| Viola   | Non classificato (NC) |
| Rosso   | Non qualificato (NQ)  |
| Nero    | Squalificato (SQ)     |
| Bianco  | Non partito (NP)      |
| Bianco  | Non ha gareggiato     |
| Bianco  | Infortunato (INF)     |
| Bianco  | Escluso (ES)          |
| Bianco  | Gara cancellata (C)   |

## Test post-stagionali
Lo Yas Marina Circuit ospita dei test tra il 23 e 28 novembre 2010.
| Data        | Circuito           | Pilota più rapido | Team              | Tempo    | Giri |
| ----------- | ------------------ | ----------------- | ----------------- | -------- | ---- |
| 23 novembre | Yas Marina Circuit | James Jakes       | Coloni Motorsport | 1:47.790 | 40   |
| 24 novembre | Yas Marina Circuit | Fabio Leimer      | Rapax Team        | 1:47.401 | 32   |
| 27 novembre | Yas Marina Circuit | Fabio Leimer      | Rapax Team        | 1:47.165 | 38   |
| 28 novembre | Yas Marina Circuit | Michael Herck     | DPR               | 1:47.138 | 38   |